# Professor lucasiano
Professor lucasiano é o nome que se dá a uma cátedra de matemática da Universidade de Cambridge, na Inglaterra. É atualmente ocupado por Michael Cates.
A cadeira foi criada por Henry Lucas, que foi um membro do Parlamento pela Universidade de Cambridge, em 1663, e foi oficialmente estabelecida pelo rei Carlos II em 18 de janeiro de 1664. Foi ocupada também por Isaac Newton. Um dos requisitos para ocupar o posto é que o professor não pode ter atividades na igreja.

## Lista dos professores lucasianos
Esta é a lista dos ocupantes da cátedra:
| #  | Ano de nomeação | Foto | Nome                                | Especialidade                                  | Duração (anos) |
| -- | --------------- | ---- | ----------------------------------- | ---------------------------------------------- | -------------- |
| 1  | 1663            |      | Isaac Barrow (1630–1677)            | Clássicos e matemática                         | 6              |
| 2  | 1669            |      | Isaac Newton (1642–1726)            | Matemática a física                            | 33             |
| 3  | 1702            |      | William Whiston (1667–1752)         | Matemática                                     | 9              |
| 4  | 1711            |      | Nicholas Saunderson (1682–1739)     | Matemática                                     | 28             |
| 5  | 1739            |      | John Colson (1680–1760)             | Matemática                                     | 21             |
| 6  | 1760            |      | Edward Waring (1736–1798)           | Matemática                                     | 38             |
| 7  | 1798            |      | Isaac Milner (1750–1820)            | Matemática e química                           | 22             |
| 8  | 1820            |      | Robert Woodhouse (1773–1827)        | Matemática                                     | 2              |
| 9  | 1822            |      | Thomas Turton (1780–1864)           | Matemática                                     | 4              |
| 10 | 1826            |      | George Biddell Airy (1801–1892)     | Astronomia                                     | 2              |
| 11 | 1828            |      | Charles Babbage (1791–1871)         | Matemática e computação                        | 11             |
| 12 | 1839            |      | Joshua King (1798–1857)             | Matemática                                     | 10             |
| 13 | 1849            |      | George Gabriel Stokes (1819–1903)   | Física e mecânica dos fluidos                  | 54             |
| 14 | 1903            |      | Joseph Larmor (1857–1942)           | Física                                         | 29             |
| 15 | 1932            |      | Paul Dirac (1902–1984)              | Física                                         | 37             |
| 16 | 1969            |      | Michael James Lighthill (1924–1998) | Mecânica dos fluidos                           | 10             |
| 17 | 1979            |      | Stephen Hawking (1942–2018)         | Física teórica e cosmologia                    | 30             |
| 18 | 2009            |      | Michael Green (1946–)               | Física teórica                                 | 6              |
| 19 | 2015            |      | Michael Cates (1961–)               | Mecânica estatística e matéria condensada mole | atualidade     |